# Achille Perilli
Achille Perilli (* 28. Januar 1927 in Rom; † 16. Oktober 2021 in Orvieto) war ein italienischer Maler und Grafiker. Er gehörte zu den bedeutenden Vertretern der Abstrakten Malerei nach dem Zweiten Weltkrieg.

## Leben
Achille Perilli war, neben Carla Accardi, Ugo Attardi, Pietro Consagra, Piero Dorazio, Mino Guerrini, Antonio Sanfilippo und Giulio Turcato im Jahr 1947 Mitverfasser des Manifestes des Formalismus: „Forma 1“, das sich gegen jede Form der gegenständlichen Kunst wandte und die reine Form zum Mittel und Ziel der Kunst erklärte. Die Unterzeichner gründeten auf dieser Basis die Künstlergruppe „Forma 1“.
Perillis Bilder enthalten oft kubische Formen, die sich bei näherer Betrachtung und Perspektivenwechsel als vielschichtig und mehrdimensional erweisen. Er nannte seine Kunst selbst „geometrisch irrational“.
Achille Perilli hatte seine erste Einzelausstellung in der Galleria La Tartaruga 1957 in Rom. Seine Kunst hatte internationale Relevanz. Er war Teilnehmer der documenta 2 1959 in Kassel und der XXXI. und XXXIV. Biennale von Venedig (1964 und 1970). Perilli war Teilnehmer und Organisator von zahlreichen Ausstellungen abstrakter Kunst in Italien. Er hatte viele Einzelausstellungen, insbesondere in der bekannten italienischen Galleria Studio F. regelmäßig von 1980 bis 1998.
Perilli lebte im norditalienischen Turin.